# GOES 17
GOES-17 (antes GOES-S) es el segundo de la próxima generación de satélites meteorológicos operados por National Oceanic and Atmospheric Administration (NOAA). Los siguientes satélites de la
serie (GOES R, -S, -T (en 2020), y -U, en 2024) ampliará la disponibilidad del GOES (acrónimo del inglés: sistema satelital ambiental geoestacionario operacional) hasta 2036 para el pronóstico del tiempo y la investigación meteorológica. El satélite fue construido por la Lockheed Martin, con base en la plataforma Lockheed Martin A2100A,. y tiene una vida útil prevista de quince años (diez años operativos, tras cinco años de espera como reemplazo en órbita)).

## Lanzamiento

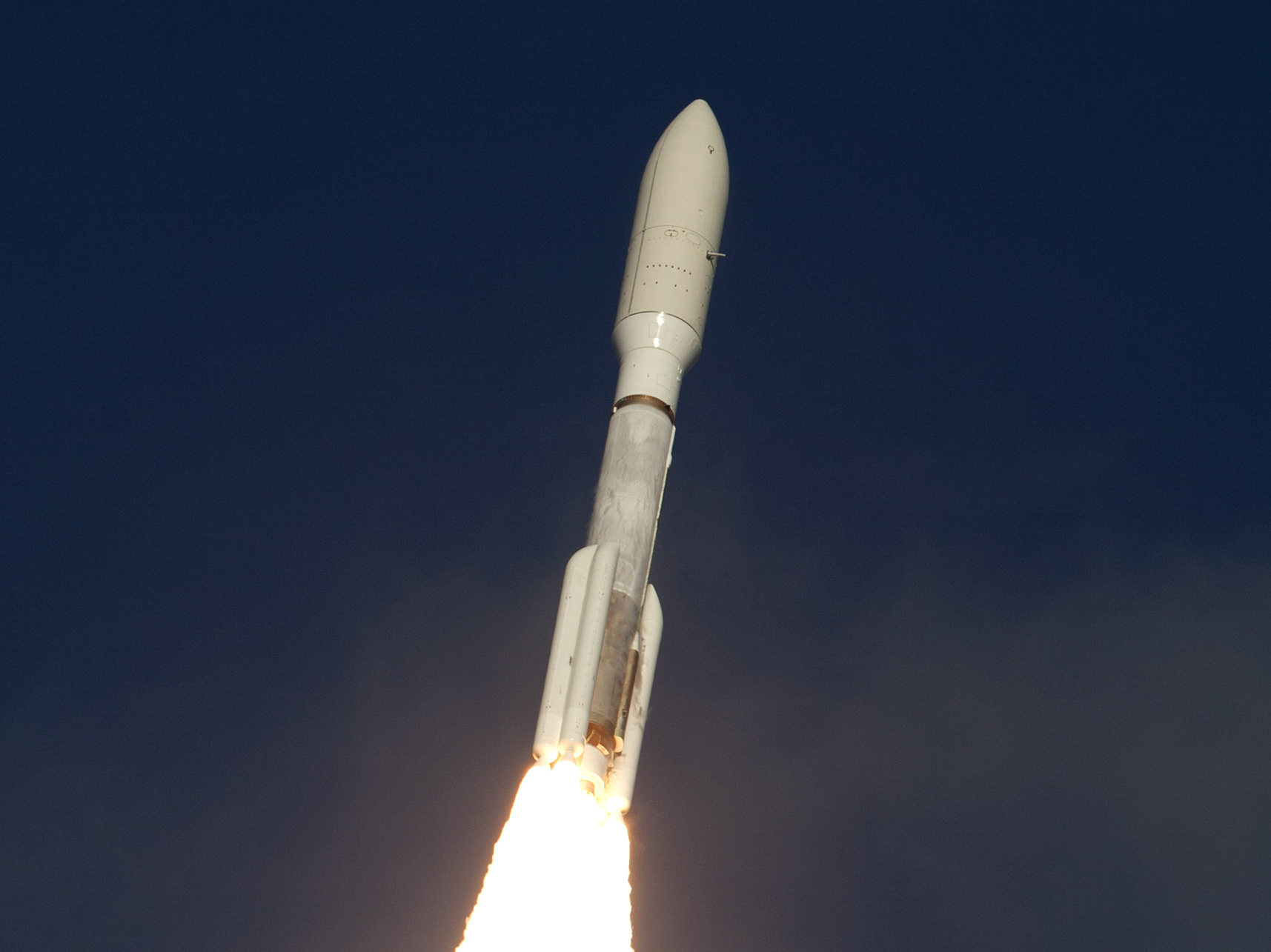
Lanzamiento del GOES-S a bordo de un Atlas V.

El satélite fue lanzado al espacio, el 1 de marzo de 2018, por un vehículo Atlas V (541) desde Estación de la Fuerza Aérea de Cabo Cañaveral, Florida. Tuvo una masa de lanzamiento de 5.192 kg . El GOES-S se unirá al GOES-16 (lanzado en 2016) en órbita; y, como GOES-17. La órbita está a 35.888,37 km sobre la Tierra. El GOES-17 se convertirá en el satélite operativo GOES-West a fines de 2018.

## Objetivos
La serie de satélites GOES-R de NOAA está diseñada para mejorar las predicciones meteorológicas, oceánicas y ambientales al proporcionar datos más rápidos y detallados, imágenes de rayos en tiempo real y un monitoreo avanzado de las actividades solares y el clima espacial. GOES-S puede recopilar tres veces más datos a cuatro veces la resolución de la imagen, y escanear el planeta cinco veces más rápido que las sondas anteriores.
EL GOES-S tiene los mismos instrumentos y capacidades que el GOES 16 (que actualmente funciona como GOES-Este), y complementará su trabajo escaneando un área diferente del mundo. El GOES-S se convertirá en GOES-West y cubrirá la costa oeste de los EE. UU., Alaska, Hawái y gran parte del océano Pacífico. Se espera que estos dos satélites monitoreen la mayor parte del Hemisferio Occidental y detecten fenómenos naturales, como huracanes, incendios forestales, y niebla en tiempo casi real.

## Instrumentos
La suite de instrumentos GOES-S incluye tres tipos de instrumentos: sensoramiento de la Tierra, imágenes solares y medición del ambiente espacial.